# Gooise Scholen Federatie
De Stichting Gooise Scholen Federatie (GSF) is een in Bussum gevestigde stichting. Deze stichting is een overkoepelende organisatie voor acht scholen voor voortgezet onderwijs in en om het Gooi. De stichting is op 1 augustus 1995 opgericht.

## Organisatie
Het College van Bestuur van de stichting is eindverantwoordelijk voor de gehele organisatie en gevestigd in Bussum. Zij treedt op als het bevoegd gezag. In die plaats is ook een ondersteunende dienst voor de organisatie gevestigd, een Raad van Toezicht en een Gemeenschappelijke Medezeggenschapsraad. Onder deze verantwoordelijkheid voert elke school haar eigen organisatie en beleid.

### Scholen
- Vechtstede College,  Weesp
- Casparus College, Weesp
- College De Brink, Laren
- De Fontein, Bussum
- Het Goois Lyceum, Bussum
- Scholengemeenschap Huizermaat, Huizen
- A. Roland Holst College, Hilversum
- Gooise Praktijkschool, Hilversum

## Financiën
Hoewel elke school de beschikking houdt over haar eigen BRIN-nummer, worden alle overheidsgelden centraal ingebracht bij de GSF en volgens een verdeelsleutel verder verspreid over de scholen aan de hand van het leerlingenaantal en de verwachte groei in het komende jaar. De scholen zijn daarnaast vrij om zelf voor extra inkomsten te zorgen, door middel van subsidies, sponsoring van projecten of een (vrijwillige) ouderbijdrage. De scholen dienen bij het maken van hun begroting rekening te houden met de gelden van de GSF en niet met die van de overheid.